# Даниловский ручей
Дани́ловский ручей (Дани́ловка, Худе́ница) — малая река Южного административного округа Москвы в бывшей Даниловской слободе, правый приток Москвы-реки. Своё название получил от Данилова монастыря, вдоль которого проходил водоток. Гидроним «Худеница» возник по урочищу, которое располагалось на этой территории. По состоянию на начало 2018 года заключён в подземный коллектор.
Длина ручья составляет 500 метров. Водоток проходит на восток по улице Орджоникидзе вдоль улицы Серпуховский Вал, отклоняется на юго-восток к Гамсоновскому переулку, где начинается участок с постоянным течением. Устье располагалось рядом с Даниловской набережной, в 300—400 метрах севернее Автозаводского моста.